# Perché il francesino porta la mano al collo
Perché il francesino porta la mano al collo (Why the Little Frenchman Wears His Hand in a Sling) è un racconto di Edgar Allan Poe compreso nella raccolta Racconti del grottesco e dell'arabesco (1840).

## Trama
Sir Patrick O'Grandison si considera un uomo dall'indiscusso fascino, e tenta di conquistare il cuore della vedova Triaca. Scopre però che la signora riceve le attenzioni anche dal francese monsieur A. Goose, il quale si vanta del proprio ascendente su di lei. I due decidono così di andare a farle visita e, accolti in salotto, siedono sul divano, i due uomini ai lati e la padrona di casa nel mezzo. Durante il colloquio, Sir Patrick allunga la mano per toccare quella dell'amata, e inizia a stringerle forte le dita, venendo ricambiato. Quando però la discussione con il francese degenera in una serie di ingiurie e la vedova Triaca se ne va inorridita, sir Patrick si accorge di avere stretto per tutto il tempo la mano del rivale. Prima di lasciare la presa, decide quindi di premere un'ultima volta più forte il mignolo: ecco perché il francese porta la mano sinistra appesa al collo.